# Albagiara
Albagiara (sardinski: Ollàsta) je grad i općina (comune) u pokrajini Oristanu u regiji Sardiniji, Italija. Nalazi se na nadmorskoj visini od 215 metara i ima 263 stanovnika.
 Prostire se na 8,87 km2. Gustoća naseljenosti je 30 st/km2.
Susjedne općine su: Ales, Assolo, Genoni, Gonnosnò, Mogorella, Usellus i Villa Sant'Antonio.